# Altellopsis helveola
Altellopsis helveola är en spindelart som beskrevs av Simon 1905. Altellopsis helveola ingår i släktet Altellopsis och familjen mörkerspindlar. Inga underarter finns listade i Catalogue of Life.